# یواس‌اس مریتو (اس‌پی-۲۷۹)
یواس‌اس مریتو (اس‌پی-۲۷۹) (به انگلیسی: USS Merito (SP-279)) یک شناور گشتی نیروی دریایی ایالات متحده آمریکا بود که طول آن ۶۰ فوت (۱۸ متر) بود و در ۱۹۱۷ ساخته‌شد.